# Abraham Baer
Abraham Baer, född 26 december 1834 i Filehne i den preussiska provinsen Posen, död 7 mars 1894 i Göteborg, var en svensk-judisk kantor, kompositör och musikforskare. Han utgav 1877 Baal T'filla oder der praktische Vorbeter. Vollständige Sammlung der gottesdienstlichen Gesänge und Recitative der Israeliten etc., en epokgörande samling av musik för den judiska gudstjänsten.

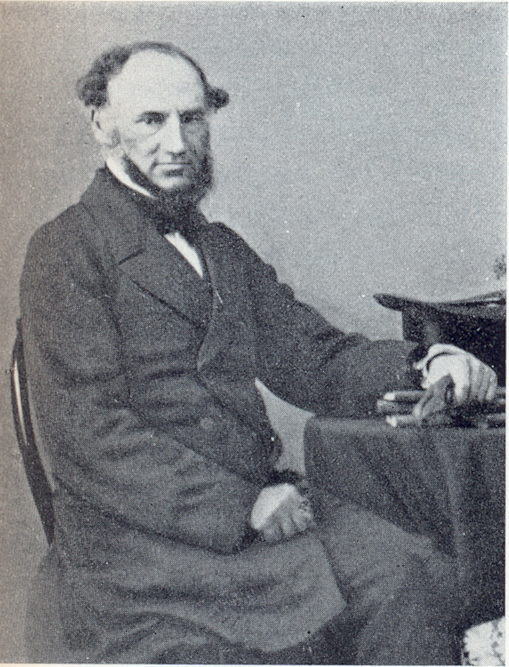

## Biografi
Baer föddes och växte upp i småstaden Filehne (Wieleń) i nuvarande nordvästra Polen, som på 1800-talet var en del av den tyska provinsen Posen. Efter en traditionell judisk skolning blev Baer i tonåren meshorer (kringvandrande kantorslärling) och sökte upp flera berömda kantorer i det polsk-tyska gränsområdet. 1852 blev han assistent till kantorn och tonsättaren Isaac Heymann, som då var verksam i Gnesen (Gniezno), men 1856 blev utsedd till förste kantor i Groote Synagoge i Amsterdam. Troligen var det under tiden hos Heymann som Baer kompletterade sin traditionella muntliga skolning med kunskaper i musikteori och notläsning. Parallellt med detta utbildade han sig också till shochet, koscherslaktare, en syssla som i mindre judiska församlingar ofta brukade vara förenad med kantorsuppdraget. Efter två kortare anställningar i Pakosch (Pakość) och Schwetz (Świecie) värvades Baer på hösten 1857 till en tjänst som andre kantor och shochet vid mosaiska församlingen i Göteborg. 

1861 gifte sig Baer med Johanna Wolff (1842-1907) från Culm (Chelmno). Paret fick dottern Dina (1862-1941). Efter en kortare utbildning i Berlin övertog Baer 1873 även sysslan som mohel (ansvarig för brit mila, omskärelse). Han var även verksam som lärare i de judiska skolorna i Göteborg. Som kantor i Göteborgs synagoga samarbetade Baer nära med tonsättaren och dirigenten Joseph Czapek, som tjänstgjorde som församlingens organist 1855-1909.

## Verk
Församlingen stod i nära kontakt med den judiska reformrörelsen i Tyskland, som strävade efter att ge den judiska gudstjänsten en modern konstmusikalisk form. Hur detta skulle göras blev föremål för en livlig diskussion i synagogan i Göteborg, och det var denna oenighet som 1862 gav Baer incitamentet till arbetet med den stora liturgihandboken Baal t'fillah. I en tid när det traditionella lärlingsväsendet befann sig i upplösning fyllde arbetet ett stort behov. En andra upplaga utgavs 1883, en tredje 1894. Baal t'fillah har under 1900-talet även utgivits i flera faksimilupplagor i USA, där boken fortfarande används som lärobok vid vissa judiska kantorsutbildningar.

Baal t'fillah omfattar närmare 1500 liturgiska melodier. Som framgår av undertiteln "der practische Vorbeter" är arbetet avsett att kunna användas i de judiska kantorernas dagliga verksamhet i synagogan. Det följer därför huvudsakligen den traditionella bönbokens disposition. För samma bönetext redovisas dock ofta flera olika melodier, vilket avspeglar Baers kunskaper om och öppenhet för de skiftande musikaliska traditioner som hade utvecklats inom olika delar av den europeiska judenheten. Baal t'fillah speglar således inte den reformerade gudstjänst som tillämpades i synagogan i Göteborg. För denna utarbetade Baer tillsammans med Czapek 1872 en särskild liturgi, titulerad Musik till sångerna vid gudstjensten i Göteborgs Synagoga. 
Betraktad som en dokumentation av en muntlig musiktradition intar Baal t'fillah genom sin omfattning, höga ambitionsnivå och eleganta presentationsform en särställning bland 1800-talets svenska musikpublikationer. Eftersom Baer genom sin breda redovisning av varianter och historiska traditionsskikt ger en helhetsbild av den ashkenasiska liturgiska musiken har Baal t'fillah också blivit en viktig källa för den judiska musikhistorien.